# Halloy-lès-Pernois
Halloy-lès-Pernois – miejscowość i gmina we Francji, w regionie Hauts-de-France, w departamencie Somma.
Według danych na rok 1990 gminę zamieszkiwało 341 osób, a gęstość zaludnienia wynosiła 55 osób/km² (wśród 2293 gmin Pikardii Halloy-lès-Pernois plasuje się na 659. miejscu pod względem liczby ludności, natomiast pod względem powierzchni na miejscu 764.).